# Фредерикс, Владимир Александрович
Владимир Александрович Фредерикс (6 января 1837 — 9 апреля 1892) — шталмейстер, российский дипломат, действительный статский советник.

## Биография
Вместе с братьями Александром и Львом принадлежал к симбирской ветви рода Фредериксов. Сын генерал-лейтенанта барона Александра Андреевича Фредерикса (1798—1849) и жены его Дарьи Алексеевны (1817—1911), дочери генерал-лейтенанта А. И. Бартоломея.
Окончив Пажеский корпус в 1854 году начал службу в лейб-гвардии Преображенском полку. В 1859 году поступил на службу в Министерство иностранных дел Российской империи. В 1862 году состоял младшим секретарем миссии в Штутгарте. Пробыв затем некоторое время в должности младшего секретаря посольства в Лондоне, в 1867 году был переведён в Петербург чиновником особых поручений при государственном канцлере. 
В 1877 году, с началом военных действий с Турцией, сопровождал князя А. М. Горчакова в Бухарест. После кратковременного пребывания в должности непременного члена совета Министерства иностранных дел, в 1879 году определён директором департамента личного состава и хозяйственных дел оставаясь на этом посту до 1884 года, когда был назначен чрезвычайным посланником и полномочным министром при дворах короля Вюртембергского и великого герцога Баденского. 
Скончался в 1892 в Штутгарте от разрыва сердца. 

## Семья

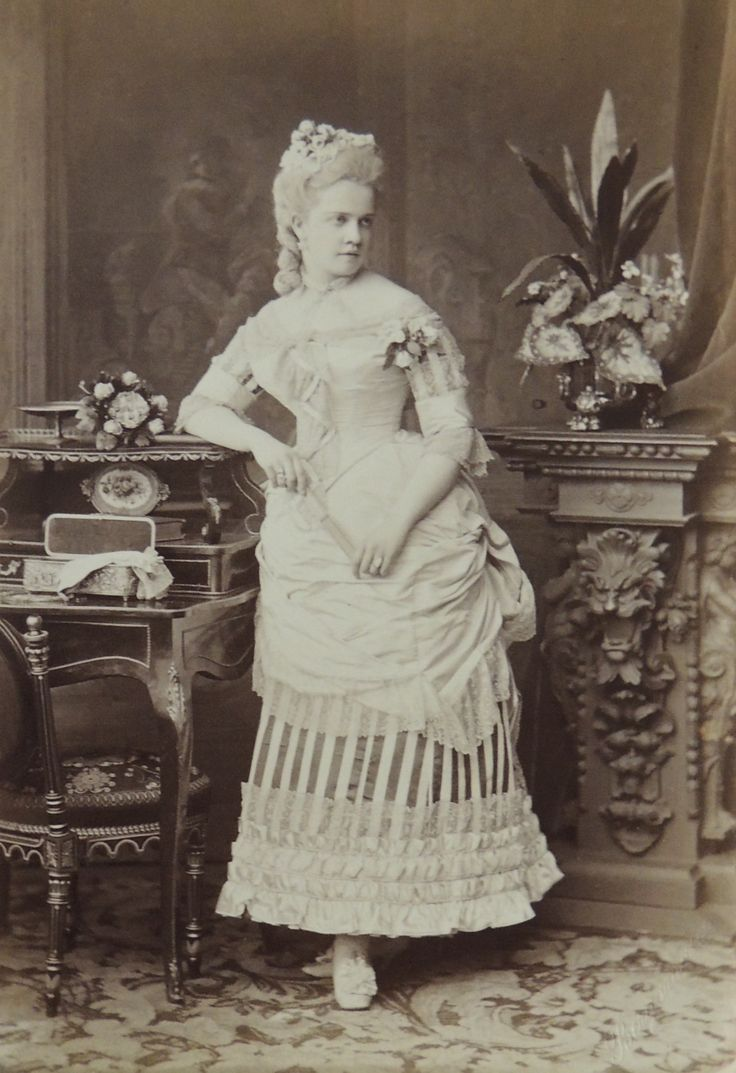
Дарья Трубецкая

Жена — Дарья Владимировна Трубецкая (1851—1916), фрейлина, дочь князя В. А. Трубецкого. Их дети:
- Александр Владимирович (24.11.1882 - 27.3.1911) — окончил Николаевское училище, военный инженер.
- Борис Владимирович (1884-?) — русский военный инженер, полковник, участник белого движения.
- Владимир Владимирович (4.12.1891 - 26.7.1902)
- Дарья Владимировна (188?-1942) — фрейлина Императрицы Александры Фёдоровны, муж И. И. Дараган-Сущов.